# پادشاه شیانگ ژو
پادشاه شیانگ از ژو (به چینی: 周襄王) با نام شخصی جی ژنگ (به چینی: 姬郑)؛ هجدهمین پادشاه دودمان ژو و ششمین پادشاه ژو خاوری بود. او جانشین پدرش پادشاه هوی ژو بود و از ۶۵۱ تا ۶۱۹ پ. م سلطنت کرد. پس از او پسرش پادشاه چینگ ژو به سلطنت رسید.
او درابتدا با بانوی دی ازدواج کرده بود ولی پس از مدتی او را رها کرد.
در سال ۶۳۵ پ. م توسط برادرش دای از پایتخت رانده شد ولی حاکم ون جین او را دوباره برتخت نشاند.

## خانواده
همسران
- ژائو هو از قبیله دی (翟後 隗姓)؛ برکنار شد.

پسران
- شاهزاده رنچن (王子壬臣؛ مرگ ۶۱۳ پ. م)؛ پادشاه چینگ ژو
- پدر شاهزاده مان (王孫滿) که به پادشاه ژوآنگ چو را در مورد وزن نه دیگ سه پایه توپید.